# Gewerkschaft des Verkehrspersonals
Het Gewerkschaft des Verkehrspersonals (SEV) is een Zwitserse vakcentrale. De officiële benaming in het Frans is Syndicat du personnel des transports en in het Italiaans Sindacato del personale dei trasporti.

## Historiek
De vakcentrale werd op 30 november 1919 opgericht onder de benaming Schweizerischer Eisenbahnerverband (SEV).

## Structuur
De SEV is aangesloten bij het Schweizerischer Gewerkschaftsbund (SGB). De hoofdzetel is gelegen in de Steinerstrasse te Bern. Huidig voorzitter is Giorgio Tuti.

### Bestuur
| Tijdspanne   | Voorzitter          |
| ------------ | ------------------- |
| 1934 - 1953  | Robert Bratschi     |
| ...          |                     |
| 1960 - 1971  | Hans Düby           |
| 1972 - 1981  | Werner Meier        |
| 1981 - 1987  | Jean Clivaz         |
| 1987 - 1996  | Charly Pasche       |
| 1996 - 2005  | Ernst Leuenberger   |
| 2005 - 2008  | Pierre-Alain Gentil |
| 2009 - heden | Giorgio Tuti        |

| Tijdspanne  | Algemeen secretaris |
| ----------- | ------------------- |
| 1919 - 1920 | Emil Düby           |
| 1920 - 1945 | Robert Bratschi     |
| ...         |                     |
| 1954- 1960  | Hans Düby           |
| ...         |                     |